# لغة العصر (مجلة)
لغة العصر هي مجلة شهرية تقنية مختصة بأخبار الاتصالات وتقنية المعلومات تصدر عن مؤسسة الأهرام منذ 5 يناير 2001 وتهدف إلى توفير المحتوى المعرفى المعاصر في مجال تكنولوجيا الاتصالات والمعلومات والانترنت والشبكات الاجتماعية وريادة الأعمال والابداع.

## رئيس التحرير
نبيل رمضان الطاروطى رئيس تحرير مجلة لغة العصر بكالوريوس الاعلام جامعة القاهرة 1986 تدرج في العمل الصحفى بالأهرام حتى شغل منصب نائب رئيس التحرير شارك في تأسيس العديد من مجلات الأهرام (مجلة علاء الدن - مجلة لغة العصر)عمل مدير تحرير مجلة لغة العصر منذ صدور العدد الأول في يناير 2001 حتى تولى رئاسة تحريرها في 2014

## نبذة عن الإعلام الجديد للمجلة
مجلة «لغة العصر» تعتبر رائدة في الانتقال إلى عالم الملتيميديا والمنصات المتعددة للمحتوى، فهي أول من أطلق CD مجانى مع المجلة يتضمن فيديوهات مصورة للموضوعات التي يتم نشرها، كما تم إنشاء تطبيقات للمجلة على أجهزة «الآي باد» وعلى أجهزة الهواتف والحواسب اللوحية العاملة بنظام الأندرويد، وانشات قناة خاصة بها على اليوتيوب لعرض برامج الفيديو والحوارات المرئية، بالإضافة إلى إطلاق موقع«لغة العصر» في يناير 2013 والذي يعتبر من أهم المواقع التي تقدم معلومات مفيدة وهامة للقارئ على مدار الساعة وقد تم تزويده بالية القراءة الصوتية للمقالات لمساعدة ذوى الاحتياجات الخاصة على متابعة الجديد في عالم تكنولوجيا المعلومات، كما تم إنشاء عدد من الصفحات على الفيس بوك في مجالات متخصصة مثل الابداع، والابتكار، وقصص النجاحات، والمنتجات في السوق، وتم إطلاق صفحة على التويتر وصفحة أخرى على الجوجل بلاس.

## الجوائز
حصلت «لغة العصر» على جائزة التميز الصحفى عن «انقاذ أطفال الشوارع بالتكنولوجيا» أغسطس 2013 وذلك من شركة سيمنس ونقابة الصحفيين. 
تم ترشيح مجلة لغة العصر لنيل جائزة الحافة العربية من قبل نادى دبي للصحافة أبريل 2014 .
الفوز بجائزة الصحافة العربية لعام 2014 

## أبواب المجلة
- It نيوز: يتضمن الأخبار العالمية والمحلية.
- تقارير: يتضمن ملفات حول أهم القضايا على الساحة التكنولوجية
- ساحة حوار: ملتقى للحوار مع الخبراء والمتخصصين حول موضوعات وقضايا عديدة تهم القارئ.
- ملف العدد: قضية مجتمعية تستطيع تكنولوجيا المعلومات ان تقدم حلولا ابتكارية لها.
- إبدأ: معلومات وخبرات تعليميه للقراء المبتدئين في مجال استخدام الحاسب وتكنولوجيا المعلومات.
- نيو تك: يقدم عالم الأجهزة الرقمية والإليكترونية التي تم إطلاقها مؤخرا في الاسواق الدولية والمحلية.
- طور مهاراتك: مواد تعليمية وخبرات فنية واكاديمية لتطوير المهارات والقدرات الفنية للافراد.
- تجربتى تفيدك: عرض للمعوقات التي تواجه الشباب المخترع وأصحاب المشروعات أثناء قيامهم بمشروعاتهم وكيفيه التغلب عليها.
- إنفوسكيوريتى: صفحات تهتم بامن المعلومات ومكافحة عمليات الاختراق والتجسس.
- كتب نت: عالم الكتب المرتبطة بتكنولوجيا المعلومات.
- ابتكارات: اختراعات وابتكارات في المجال التكنولوجى.
- نيو ايديا: الافكار الجديدة والمبتكرة وتطبيقاتها الحياتيه وتجارب الناجحين في الابداع.
- تخصصك المهنى: نصائح وتجارب تساعد على اختيار المجال الوظيفى والمهنى المناسب.
- تجارب عالمية: التجارب الناجحة لدول العالم المختلفة في مجال صناعه وتنمية ونشر تكنولوجيا المعلومات.
- تيليكوم: القضايا التي تهم صناعة الاتصالات وعرض لأحدث الاتجاهات والتقنيات والمنتجات في عالم الاتصالات السلكيه واللاسلكيه.
- نانو تكنولوجى: يقدم افكارا ومشروعات وتطبيقات في تكنولوجيا المعلومات والاتصالات قائمة على تقنيات النانو تكنولوجى.
- الذكاء الاصطناعى: تكنولوجيا الذكاء الاصطناعى وتطبيقاتها في مجال تكنولوجيا المعلومات والاتصالات.
- تنميه بشرية: أفكار ونصائح لتطوير القدرات الشخصية والفكرية.
- المبدع الصغير: قصص نجاح للمبدعين الصغار في مجال التقنية والمعلوماتية.
- السيارات الذكية: يقدم صناعة السيارات الجديدة ومدى ارتباطها مع تكنولوجيا المعلومات والاتصالات.
- المختبر: يقدم مقارنات بين الأجهزة الحديثة للاتصالات حاليا في الأسواق.
- برامج: يقدم مجموعه كاملة مختاره من برامج الكمبيوتر للتعرف على الأحدث منهم.
- عالم أبل: يقدم من خلاله الحلول والارشادات والبرمجيات والتطبيقات لمنتجات شركة ابل المختلفة مثل «الايفون، الايباد، الايبود، كمبيوتر ماك».
- تطبيقات ذكية: مجموعة من التطبيقات للأيباد والأيفون، والأندرويد، وويندوزفون، وبلاك بيرى.
- نيو ميديا: أحدث الاخبار في عالم الاعلام الجديد والشبكات الاجتماعية.
- شخصية فيسبوكية: يقدم صفحات الفيسبوك المميزة ويجرى حوارا مع القائمين عليها.
- تجارب عالمية: تجارب دولية ناجحة في مجال صناعة وتنمية ونشر تكنولوجيا المعلومات.
- Top يوتيوب: مجموعة من الفيديوهات التي حققت أعلى نسبة مشاهدة على موقع يويتوب خلال شهر.
- الأمل والتحدى: يقدم معلومات تقنية وتطبيقات ومنتجات تخدم شريحة ذوى الاحتياجات الخاصة
- رأيك أون لاين: هو نافذة يستعرض من خلالها آراء وردود مستخدمى الإنترنت علي أسئلة وموضوعات تطرح عليهم للمناقشه ويتم تلقى الردود عبر موقع المجلة الإلكتروني وصفحتها علي فيس بوك.
- افتكاسات تك: نافذة تعرض المصطلحات التكنولوجيه بطريقة سهلة ومبسطة ومبتكرة تتناسب مع روح الفكاهة الذي يتميز به المصريون.
- استطلاعات: إستطلاع لرأى القراء لفهم اتجاهات الرأى العام.
- إنفو سيكيوريتى: تهتم بامن المعلومات ومكافحة عمليات الاختراق والتجسس.
- غرائب التقنية: يهتم بكل الاختراعات والابتكارات الطريفة والغريبة في مجال التقنية وتكنولوجيا المعلومات.
- ريادة الأعمال: مخصص لعرض أفكار ومبادرات وقصص نجاح ومشروعات ريادة الأعمال للشباب.
- هاكرز: فنون الجرائم الإلكترونية وطرق مواجهتها.
- عالم الأ لعاب: يقدم ألعاب الفيديو الرقمية وتطور هذه التكنولوجيا والطلب عل.
- إيميل القراء: اجابات لاسئلة واستفسارات القراء في مجال تكنولوجيا المعلومات من خلال البريد الاليكتروني الخاص بالمجلة.
- أيقونة المشاعر: قصص حقيقية من الواقع تعكس تأثير التكنولوجيا على المشاعر والعلاقات الإنسانية.

## كتاب المجلة
- د. محمد سالم: وزير سابق للاتصالات وتكنولوجيا المعلومات.
- م. محمد عبد الفتاح: إستشارى نظم المعلومات.
- د. مصطفى الضبع: أستاذ بالجامعة الإمريكية ووكيل كلية دار العلوم – جامعة الفيوم .
- م. عمرو طلعت: رئيس شركة IBM مصر.
- د. اشرف حافظ: أستاذ هندسة الاتصالات جامعة بنها .
- خالد حنفي: مدير وحدة التشريعات – مدير إدارة الإتاحة – المجلس القومى لشؤون الإعاقة.
- م. محمد زين: خبير تامين المعلومات
- م. محمود توفيق: رئيس شركة fixed solution
- د. فتحى سعيد: إستشارى الصحة النفسية وتطوير الذات . .
- م. نفرتيتى على: مستشار سابق بالإتحاد الدولى للاتصالات .
- د. نبيل محمد شلبى: أستاذ ريادة الأعمال في مصر والوطن العربي
- م.أمجد مجدى: باحث في مجال الذكاء الاصطناعي ومؤسس Intelligence lab في مصر
- د. مرقس مسعود: دكتوراه علوم الحاسب - جامعة القاهرة.
- د. الفت عبد المنصف: مستشار رئيس الجهاز القومى للتنظيم الاتصالات .
- م. محمد عبود: مؤسس لجنة الشباب بجمعية مهندسى الكهرباء والإلكترونيات بمصر.

## قرص سى دى
يتم توزيعه بالمجان ويحتوى على فيديوهات تعليمية وبرامج والعاب إلكترونية.

## خدمة Q. R كود
تستخدم المجلة هذه الخاصية لتحقق الربط بين الموضوعات النصية وروابط ومواقع إلكترونية وفيديوهات متعلقة بها على موقع المجلة الإلكترونى وشبكة الإنترنت ويسهل الوصول إليها من خلال الهاتف الذكي والكمبيوتر اللوحى .

## وصلات خارجية
- الموقع الرسمي